# کولون السالوادور
سابقا کولون السالوادور (به انگلیسی: Salvadoran colón) (به زبان بومی: colón salvadoreño) با کد ایزوی SVC، یکای پول رایج در کشور السالوادور بین سال‌های ۱۸۹۲ تا ۲۰۰۱ بود. مسئولیت کنترل این یکای پول برعهدهٔ بانک مرکزی السالوادور قرار داشت. پس از سقوط ارزش پول ملی این کشور، دولت دلار آمریکا را جایگزین کولون کرد.